# 352nd Special Operations Wing

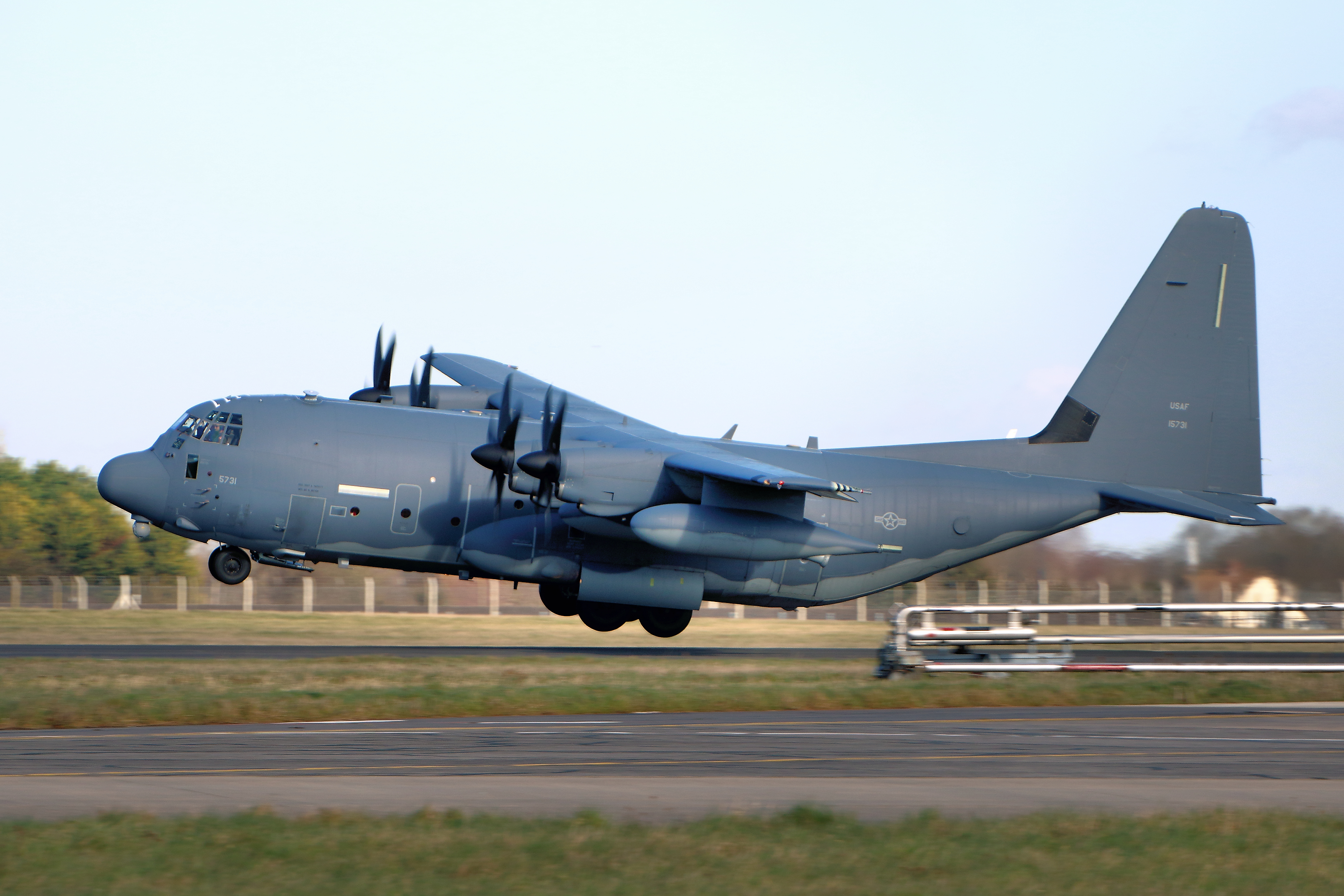
MC-130J del 67th SOS

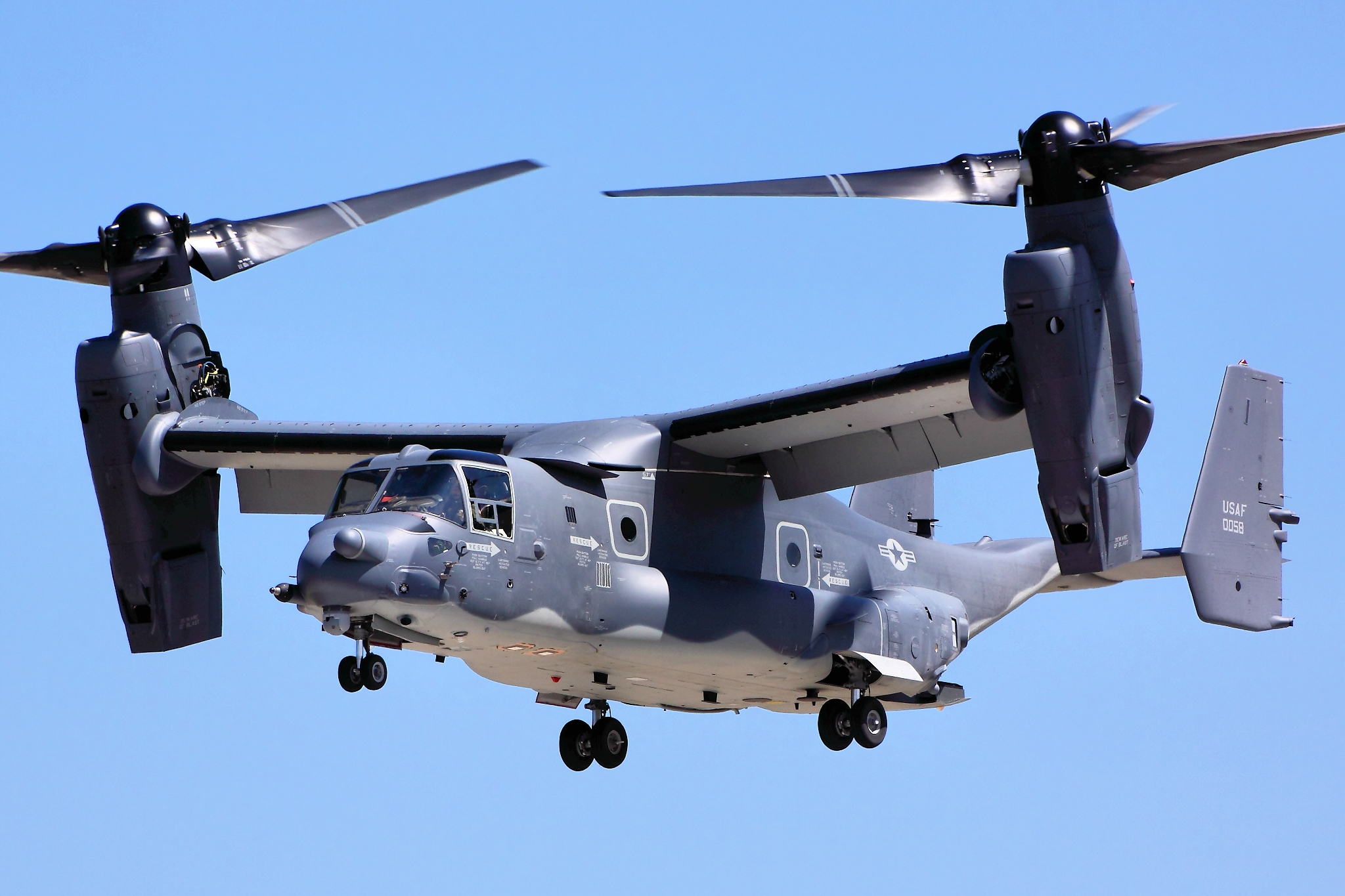
CV-22B del 7th SOS

Il 352nd Special Operations Wing è uno stormo operazioni speciali dell'Air Force Special Operations Command. Il suo quartier generale è situato presso la RAF Mildenhall, in Inghilterra.

## Organizzazione
Attualmente, al maggio 2017, lo stormo controlla:
- 752nd Special Operations Group
  - 752nd Special Operations Support Squadron
  -  7th Special Operations Squadron - Equipaggiato con CV-22B
  -  67th Special Operations Squadron - Equipaggiato con MC-130J
  -  321st Special Tactics Squadron
- 352nd Special Operations Maintenance Group
  - 352nd Special Operations Aircraft Maintenance Squadron
  - 352nd Special Operations Maintenance Squadron